# Пирс, Джон Уильям
Джон Уильям Пирс (англ. John William Peers; род. 25 июля 1988, Мельбурн, Австралия) — австралийский теннисист. Победитель одного турнира Большого шлема в мужском парном разряде (Открытый чемпионат Австралии-2017) и двух турниров Большого шлема в смешанном парном разряде (Открытый чемпионат США-2022, Открытый чемпионат Австралии-2025); финалист трёх турниров Большого шлема в мужском парном разряде (Уимблдон-2015, Открытый чемпионат США-2015 и Открытый чемпионат Австралии-2019); победитель двух Итоговых турниров ATP (2016, 2017) в парном разряде; Олимпийский чемпион 2024 года в парном разряде; бронзовый призёр Олимпийских игр 2020 года в миксте; победитель 30 турниров ATP в парном разряде; бывшая вторая ракетка мира в парном разряде.

## Общая информация
Джон родился в семье спортсменов: его отец Билл и дядя Роберт играли в одной из любительских лиг по австралийскому футболу, а мама Элизабет и младшая сестра Салли также как и он занимаются теннисом и как игроки пробовали себя в профессиональном туре. Сам австралиец, после нескольких лет в юниорском теннисе, учился в США и играл в местной теннисной студенческой лиге NCAA.

## Спортивная карьера

### Начало карьеры
Пирс специализируется на выступлениях в парном разряде. В одиночных соревнованиях за карьеру он выиграл один турнир серии «фьючерс» в 2011 году и максимально поднимался на 456-е место в мировом рейтинге. Также с 2011 года начад побеждать на парных турнирах, выиграв в тот сезон четыре «фьючерса». В 2012 году Джон побеждает на первых турнирах из серии «челленджер». За тот год он смог с разными партнёрами взять титулы на семи «челленджерах» и ещё на одном «фьючерсе». В июле 2012 года австралиец дебютировал на основных соревнованиях ATP-тура и на турнирах серии Большого шлема, сыграв совместно с Колином Эбелтайтом на Уимблдонском турнире. По итогу 2012 года он смог в парном рейтинге войти в топ-100 и занять на конец года 76-е место.
В апреле 2013 года Пирс завоевал первый титул АТП. Он выиграл его на турнире в Хьюстоне, разделив успех со своим партнёром Джейми Марреем. В июне Маррей и Пирс выиграли «челленджер» на траве в Ноттингеме. В июле они выигрывают ещё один титул АТП на грунте на турнире в Гштаде. На Открытом чемпионате США Джейми и Джон смогли выйти в стадию 1/4 финала. В осенней части сезона им удалось взять парный трофей на турнире в Бангкоке, а также выйти в финал в Токио. По итогам 2013 года Пирс занял 29-е место в парном рейтинге.
В сезоне 2014 года первый титул Маррей и Пирс завоевали в мае на грунтовом турнире в Мюнхене. В июне на травяном турнире в Лондоне они смогли дойти до финала, где проиграли паре Александр Пейя и Бруно Соарес со счётом 6-4, 6-7(4), [4-10]. В августе они ещё раз сыграли в финале на турнире в Уинстон-Сейлеме. В сентябре Маррей и Пирс вышли в финал на турнире в Куала-Лумпуре.
В 2015 году Пирс продолжил сотрудничество с Джейми Маррем. В начале сезона их дуэт стал чемпионом парного турнира в Брисбене. В феврале того же года на зальном турнире в Роттердаме им удалось дойти до финала. В апреле они также сыграли в решающем матче на грунтовом турнире в Барселоне. На Уимблдонском турнире Маррей и Пирс смогли выйти в финал. В решающем матче за титул Большого шлема они проиграли паре Жан-Жюльен Ройер и Хория Текэу со счётом 6-7(5), 4-6, 4-6. Меньше чем через месяц после этого финала Маррей и Пирс смогли выиграть турнир в Гамбурге. На Открытом чемпионате США, как и на Уимблдонском турнире, Маррей и Пирс смогли выйти в финал, но они вновь остановились в шаге от титула Большого шлема, проиграв на этот раз французскому дуэту Николя Маю и Пьер-Юг Эрбер со счётом 4-6, 4-6. После выступления в США Джон смог в парном рейтинге подняться в топ-10. Осенью Маррей и Пирс вышли ещё в два финала на турнирах в Вене и Базеле, но в обоих проиграли. В концовке сезона они приняли участие в Итоговом турнире года и, выиграв один матч и проиграв два в своей группе, покинули турнир до полуфинала. По итогам года Пирс занял 8-е место парного рейтинга.

### 2016—2018 (финалы на Уимблдоне и в США, победы в Австралии и на Итоговых турнирах, № 2 в парах)

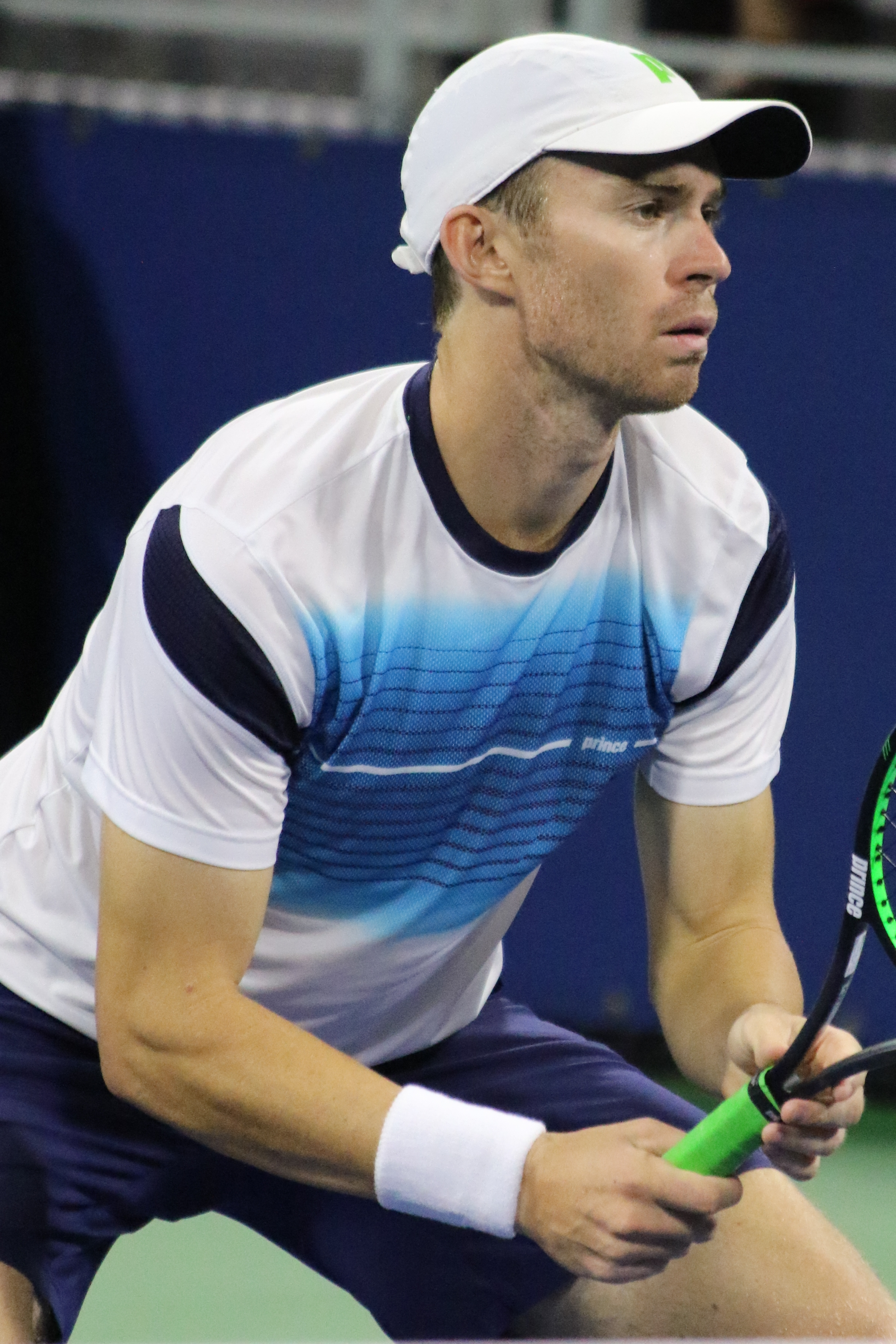
Пирс на Открытом чемпионате США 2016 года

В сезоне 2016 года постоянным партнёром Пирса по выступлениям становится финн Хенри Континен. Уже на первом для себя совместном турнире в Брисбене они одержали победу. Следующий совместный титул они завоевывают весной на грунтовом турнире в Мюнхене. В мужском парном разряде Уимблдона Пирс и Континен вышли в четвертьфинал. В июле они выиграли турнир в Гамбурге. В августе Пирс принял участие первой в своей карьере Олимпиаде, которая проводилась в Рио-де-Жанейро. В мужских парах (с Крисом Гуччоне) и миксте (с Самантой Стосур) он выступил неудачно, выбыв уже в первом раунде. В том же месяце Джон Пирс и Хенри Континен взяли парный трофей на турнире в Уинстон-Сейлеме. Концовка сезона для пары Континен и Пирс сложилась удачно. В октябре они вышли в финал турнира серии Мастерс в Шанхае. В ноябре 2016 года Хенри Континен и Джон Пирс впервые в карьере выиграли титул на Мастерсе, который проходил в Париже. В конце 2016 года Континен/Пирс квалифицировалась на Итоговый турнир ATP в Лондоне, где играют 8 лучших пар сезона. В финале они встретились с парой Класен/Рам (7) и выиграли этот матч на чемпионском тай-брейке 2-6, 6-1, [10-8]. Отличная концовка сезона позволила Пирсу вернуться в топ-10 мирового парного рейтинга и занять по итогам года 9-ю строчку.
В сезоне 2017 года Континен и Пирс продолжили совместные выступления. Они выиграли парный турнир Открытого чемпионата Австралии, победив в финале Майка и Боба Брайанов. Для Пирса победа стала первой в карьере на Больших шлемах.
| Стадия  | Соперники (посев)                      | Рейтинг   | Счёт                 |
| 1 раунд | Сантьяго Гонсалес Давид Марреро        | 53 / 41   | 7-6(1) 6-4           |
| 2 раунд | Маркос Багдатис Жиль Мюллер            | 425 / 119 | 6-3 6-2              |
| 3 раунд | Хуан Себастьян Кабаль Роберт Фара (14) | 29 / 29   | 6-7(3) 7-6(5) 7-6(1) |
| 1/4     | Сэмюэль Грот Крис Гуччоне              | 59 / 44   | 7-5 6-3              |
| 1/2     | Марк Полманс Эндрю Уиттингтон (WC)     | 250 / 311 | 6-4 6-4              |
| Финал   | Боб Брайан Майк Брайан (3)             | 5 / 5     | 7-5 7-5              |

В апреле 2017 года Пирс поднялся на самую высокую в карьере — вторую позицию парного рейтинга, сразу после партнёра Континена. Летом им удалось доиграть до полуфинала Уимблдонского турнира. В августе Континен и Пирс выиграли турнир в Вашингтоне. На Открытом чемпионате США они остались в шаге от выхода в финал. Осенью они набрали хорошую форму и выиграли сразу два титула на крупных турнирах в Китае. Сначала они стали чемпионами турнира в Пекине, а затем добились успеха на Мастерсе в Шанхае. На Итоговом турнире они смогли второй год подряд стать победителями. Впервые с 2004 года, когда это сделали братья Брайаны, в мужском парном теннисе кому-то удалось защитить свой титул на Итоговом турнире. По итогам сезона Пирс смог занять четвёртое место парного рейтинга.
В январе 2018 года Континен и Пирс выиграли на турнире в Брисбене. В начале лета на Ролан Гаррос им удалось выйти в четвертьфинал. Второй титул в сезоне они завоевали в июне на траве в Лондоне. В августе Континен и Пирс смогли победить на Мастерсе в Торонто. На Открытом чемпионате США Пирс смог выйти в полуфинал в миксте в паре с китаянкой Чжан Шуай. Концовку сезона провёл не очень убедительно и Пирс потерял место в топ-20 парного рейтинга.

### 2019—2022 (финал в Австралии и победа в США в миксте)

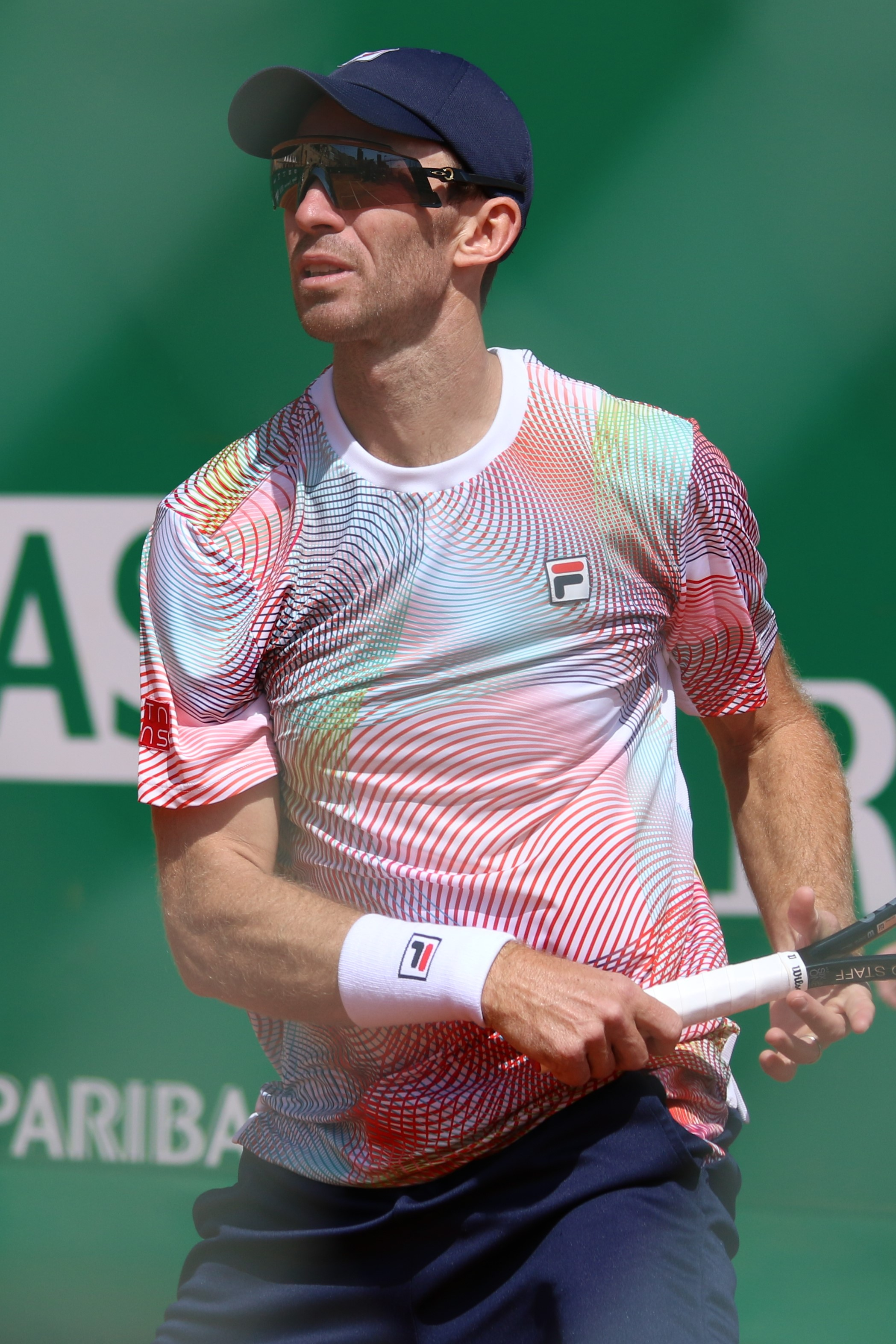
Пирс на Мастерсе в Монте-Карло 2022 года

В 2019 году Пирс продолжил сотрудничество с Континеном. На Открытом чемпионате Австралии они во второй раз в карьере смогли выйти в финал. В отличие от 2017 года им не удалось завоевать титул, в финале они проиграли французскому дуэту Николя Маю и Пьер-Юг Эрбер — 4-6, 6-7(1). В грунтовом отрезке лучший результатом пары стал выход в четвертьфинал Мастерса в Риме в мае. В июне Пирс смог выиграть единственный титул в сезоне, взяв его на турнире в Штутгарте в сотрудничестве с Бруно Соаресом. На Уимблдонском турнире с Континеном доиграл до четвертьфинала.
С 2020 года сотрудничество с Пирсом прекратилось. Новым партнёром стал Майкл Винус из Новой Зеландии. В феврале они выиграли первый совместный титул на турнире в Дубае. После паузы из-за пандемии коронавируса Винус с Пирсом неудачно сыграли на Мастерсе, перенесённом в Нью-Йорк, и Открытом чемпионате США, вылетев в первом и втором круге соответственно. Грунтовая часть сезона осенью сложилась удачнее: полуфинал Мастерса в Риме и победа в Гамбурге. Однако, на Ролан Гаррос снова последовало поражение во втором круге. В октябре пара Винус и Пирс выиграла зальный хардовый турнир в Антверпене. Они смогли попасть на Итоговый турнир, однако на нём они проиграли все три матча.
В 2021 году Джон Пирс продолжил играть пару с Майклом Винусом. На Открытом чемпионате Австралии они снова проиграли в третьем круге. Затем Пирс пропустил пару месяцев и после возвращения первый заметный результат был в мае на Мастерсе в Риме, где с Винусом он доиграл до полуфинала. Затем они смогли выиграть турнир в Женеве. После поражения во втором раунде Открытого чемпионата Франции пара с Винусом распалась. В июне на травяном турнире в Лондоне Пирс сыграл в альянсе с Райли Опелкой и смог выйти в финал. На Уимблдоне он смог выйти в полуфинал в миксте в команде с китаянкой Чжан Шуай.
Летом 2021 года Пирс выиграл бронзу Олимпийских игр в Токио в миксте вместе с Эшли Барти. При этом Пирс и Барти выиграли на турнире всего два матча при одном поражении (соперники по матчу за третье место отказались от игры). После Олимпиады Пирс стал играть в паре с Филипом Полашеком из Словакии. В сентябре они дошли до полуфинала на Открытом чемпионате США. Осенью Пирс и Полашек сыграли в финале турнира в Сан-Диего, а затем победили на Мастерсе в Индиан-Уэлсе (25-й титул в карьере Пирса в основном туре). Это позволило Пирсу вернуть себе место в топ-20 парного рейтинга.
На старте сезона 2022 года Пирс и Полашек смогли выиграть турнир в Сиднее. На Открытом чемпионате Австралии они вышли в четвертьфинал, а в миксте Пирс дошёл до полуфинала вместе с Чжан Шуай. На Открытом чемпионате Франции также добрался до полуфинала в миксте, на этот раз с канадкой Габриэлой Дабровски. В мужской паре с Полашеком долгое время играли неудачно. На Уимблдоне они смогли доиграть до 1/4 финала и после этого не выступали вместе. Летом Пирс дважды выходил в финал с разными партнёрами (в Атланте с Джейсоном Каблером, а на Мастерсе в Монреале с Дэниелем Эвансом). В сентябре На Открытом чемпионате США Пирс впервые в карьере вышел в финал турнира Большого шлема в миксте вместе со Сторм Сандерс и они смогли выиграть титул, обыграв в финале пару Кирстен Флипкенс и Эдуар Роже-Васслен.
| Стадия  | Соперники                           | Посев | Счёт              |
| 1 раунд | Кэтрин Харрисон Роберт Галлоуэй     | WC    | 6-3 7-5           |
| 2 раунд | Бернарда Пера Джексон Уитроу        | WC    | 6-4 6-4           |
| 1/4     | Лейла Фернандес Джек Сок            |       | 7-5 7-6(3)        |
| 1/2     | Кэти Макнэлли Уильям Блумберг       | WC    | 6-2 6-7(5) [10-8] |
| Финал   | Кирстен Флипкенс Эдуар Роже-Васслен | PR    | 4-6 6-4 [10-7]    |

В октябре 2022 года Пирс в паре с Мэттью Эбденом вышел в финал турнира в Неаполе.

## Рейтинг на конец года
| Год  | Одиночный рейтинг | Парный рейтинг |
| ---- | ----------------- | -------------- |
| 2024 |                   | 35             |
| 2023 |                   | 39             |
| 2022 |                   | 37             |
| 2021 |                   | 13             |
| 2020 |                   | 28             |
| 2019 |                   | 26             |
| 2018 |                   | 23             |
| 2017 |                   | 4              |
| 2016 |                   | 9              |
| 2015 |                   | 8              |
| 2014 |                   | 43             |
| 2013 | 1220              | 29             |
| 2012 | 648               | 76             |
| 2011 | 570               | 359            |
| 2008 |                   | 1149           |
| 2007 | 1479              |                |

По данным официального сайта ATP на последнюю неделю года.

## Выступления на турнирах

### Финалы челленджеров и фьючерсов в одиночном разряде (3)

#### Победы (1)
| Титулы              |
| Челленджеры (0+11)* |
| Фьючерсы (1+5)      |

| Титулы по покрытиям | Титулы по месту проведения матчей турнира |
| ------------------- | ----------------------------------------- |
| Хард (1+13)*        | Зал (0+1)                                 |
| Грунт (0+1)         | Зал (0+1)                                 |
| Трава (0+2)         | Открытый воздух (1+15)                    |
| Ковёр (0)           | Открытый воздух (1+15)                    |

* количество побед в одиночном разряде + количество побед в парном разряде.
| №  | Дата        | Турнир             | Покрытие | Соперник в финале | Счёт              |
| 1. | 2 июля 2011 | Каракас, Венесуэла | Хард     | Роберто Майтин    | 7-6(4) 4-6 7-6(2) |

#### Поражения (2)
| №  | Дата           | Турнир               | Покрытие | Соперник в финале | Счёт            |
| 1. | 18 июня 2011   | Маракайбо, Венесуэла | Хард     | Эдуардо Струвай   | 4-6 6-3 6-7(10) |
| 2. | 20 апреля 2012 | Литл-Рок, США        | Хард     | Теннис Сандгрен   | 1-6 6-7(6)      |

### Финалы турниров Большого шлема в парном разряде (4)

#### Победа (1)
| №  | Год  | Турнир                       | Покрытие | Партнёр        | Соперники в финале     | Счёт    |
| 1. | 2017 | Открытый чемпионат Австралии | Хард     | Хенри Континен | Боб Брайан Майк Брайан | 7-5 7-5 |

#### Поражения (3)
| №  | Год  | Турнир                       | Покрытие | Партнёр        | Соперники в финале           | Счёт           |
| 1. | 2015 | Уимблдон                     | Трава    | Джейми Маррей  | Жан-Жюльен Ройер Хория Текэу | 6-7(5) 4-6 4-6 |
| 2. | 2015 | Открытый чемпионат США       | Хард     | Джейми Маррей  | Пьер-Юг Эрбер Николя Маю     | 4-6 4-6        |
| 3. | 2019 | Открытый чемпионат Австралии | Хард     | Хенри Континен | Николя Маю Пьер-Юг Эрбер     | 4-6 6-7(1)     |

### Финалы Итогового турнираATPв парном разряде (2)

#### Победы (2)
| №  | Год  | Турнир                 | Покрытие   | Партнёр        | Соперники в финале       | Счёт           |
| 1. | 2016 | Лондон, Великобритания | Хард (зал) | Хенри Континен | Равен Класен Раджив Рам  | 2-6 6-1 [10-8] |
| 2. | 2017 | Лондон, Великобритания | Хард (зал) | Хенри Континен | Лукаш Кубот Марсело Мело | 6-4 6-2        |

### Финалы Олимпийских турниров в парном разряде (1)

#### Победа (1)
| №  | Дата | Турнир         | Покрытие | Партнёр      | Соперницы в финале       | Счёт                 |
| 1. | 2024 | Париж, Франция | Грунт    | Мэттью Эбден | Остин Крайчек Раджив Рам | 6-7(6) 7-6(1) [10-8] |

### Финалы турниров ATP в парном разряде (50)

#### Победы (30)
| Титулы                          |
| ------------------------------- |
| Турниры Большого шлема (0+1+2)* |
| Итоговый турнир ATP (0+2)       |
| Олимпиада (0+1)                 |
| Мастерс (0+4)                   |
| АТР 500 (0+9)                   |
| АТР 250 (0+13)                  |

| Титулы по покрытиям | Титулы по месту проведения матчей турнира |
| ------------------- | ----------------------------------------- |
| Хард (0+18+2)*      | Зал (0+6)                                 |
| Грунт (0+9)         | Зал (0+6)                                 |
| Трава (0+3)         | Открытый воздух (0+24+2)                  |
| Ковёр (0)           | Открытый воздух (0+24+2)                  |

* количество побед в одиночном разряде + количество побед в парном разряде + количество побед в миксте.
| №   | Дата             | Турнир                       | Покрытие   | Партнёр        | Соперники в финале                  | Счёт                 |
| 1.  | 13 апреля 2013   | Хьюстон, США                 | Грунт      | Джейми Маррей  | Боб Брайан Майк Брайан              | 1-6 7-6(3) [12-10]   |
| 2.  | 28 июля 2013     | Гштад, Швейцария             | Грунт      | Джейми Маррей  | Пабло Андухар Гильермо Гарсия Лопес | 6-3 6-4              |
| 3.  | 29 сентября 2013 | Бангкок, Таиланд             | Хард (зал) | Джейми Маррей  | Томаш Беднарек Юхан Брунстрём       | 6-3 3-6 [10-6]       |
| 4.  | 4 мая 2014       | Мюнхен, Германия             | Грунт      | Джейми Маррей  | Колин Флеминг Росс Хатчинс          | 6-4 6-2              |
| 5.  | 11 января 2015   | Брисбен, Австралия           | Хард       | Джейми Маррей  | Александр Долгополов Кэй Нисикори   | 6-3 7-6(4)           |
| 6.  | 2 августа 2015   | Гамбург, Германия            | Грунт      | Джейми Маррей  | Хуан Себастьян Кабаль Роберт Фара   | 2-6 6-3 [10-8]       |
| 7.  | 10 января 2016   | Брисбен, Австралия (2)       | Хард       | Хенри Континен | Крис Гуччоне Джеймс Дакворт         | 7-6(4) 6-1           |
| 8.  | 1 мая 2016       | Мюнхен, Германия (2)         | Грунт      | Хенри Континен | Хуан Себастьян Кабаль Роберт Фара   | 6-3 3-6 [10-7]       |
| 9.  | 17 июля 2016     | Гамбург, Германия (2)        | Грунт      | Хенри Континен | Айсам-уль-Хак Куреши Даниэль Нестор | 7-5 6-3              |
| 10. | 6 ноября 2016    | Париж, Франция               | Хард (зал) | Хенри Континен | Николя Маю Пьер-Юг Эрбер            | 6-4 3-6 [10-6]       |
| 11. | 20 ноября 2016   | Финал Мирового тура ATP      | Хард (зал) | Хенри Континен | Равен Класен Раджив Рам             | 2-6 6-1 [10-8]       |
| 12. | 28 января 2017   | Открытый чемпионат Австралии | Хард       | Хенри Континен | Боб Брайан Майк Брайан              | 7-5 7-5              |
| 13. | 6 августа 2017   | Вашингтон, США               | Хард       | Хенри Континен | Лукаш Кубот Марсело Мело            | 7-6(5) 6-4           |
| 14. | 8 октября 2017   | Пекин, Китай                 | Хард       | Хенри Континен | Джон Изнер Джек Сок                 | 6-3 3-6 [10-7]       |
| 15. | 15 октября 2017  | Шанхай, Китай                | Хард       | Хенри Континен | Лукаш Кубот Марсело Мело            | 6-4 6-2              |
| 16. | 19 ноября 2017   | Финал Мирового тура ATP (2)  | Хард (зал) | Хенри Континен | Лукаш Кубот Марсело Мело            | 6-4 6-2              |
| 17. | 7 января 2018    | Брисбен, Австралия (3)       | Хард       | Хенри Континен | Леонардо Майер Орасио Себальос      | 3-6 6-3 [10-2]       |
| 18. | 24 июня 2018     | Лондон, Великобритания       | Трава      | Хенри Континен | Джейми Маррей Бруно Соарес          | 6-4 6-3              |
| 19. | 12 августа 2018  | Торонто, Канада              | Хард       | Хенри Континен | Майкл Винус Равен Класен            | 6-2 6-7(7) [10-6]    |
| 20. | 16 июня 2019     | Штутгарт, Германия           | Трава      | Бруно Соарес   | Рохан Бопанна Денис Шаповалов       | 7-5 6-3              |
| 21. | 29 февраля 2020  | Дубай, ОАЭ                   | Хард       | Майкл Винус    | Равен Класен Оливер Марах           | 6-3 6-2              |
| 22. | 27 сентября 2020 | Гамбург, Германия (3)        | Грунт      | Майкл Винус    | Иван Додиг Мате Павич               | 6-3 6-4              |
| 23. | 25 октября 2020  | Антверпен, Бельгия           | Хард (зал) | Майкл Винус    | Рохан Бопанна Матве Мидделкоп       | 6-3 6-4              |
| 24. | 22 мая 2021      | Женева, Швейцария            | Грунт      | Майкл Винус    | Симоне Болелли Максимо Гонсалес     | 6-2 7-5              |
| 25. | 16 октября 2021  | Индиан-Уэлс, США             | Хард       | Филип Полашек  | Аслан Карацев Андрей Рублёв         | 6-3 7-6(5)           |
| 26. | 15 января 2022   | Сидней, Австралия            | Хард       | Филип Полашек  | Симоне Болелли Фабио Фоньини        | 7-5 7-5              |
| 27. | 25 июня 2023     | Халле, Германия              | Трава      | Марсело Мело   | Симоне Болелли Андреа Вавассори     | 7-6(3) 3-6 [10-6]    |
| 28. | 3 августа 2024   | Олимпиада                    | Грунт      | Мэттью Эбден   | Остин Крайчек Раджив Рам            | 6-7(6) 7-6(1) [10-8] |
| 29. | 27 октября 2024  | Базель, Швейцария            | Хард (зал) | Джейми Маррей  | Уэсли Колхоф Никола Мектич          | 6-3 7-5              |
| 30. | 9 ноября 2024    | Белград, Сербия              | Хард (зал) | Джейми Маррей  | Иван Додиг Скандер Мансури          | 3-6 7-6(5) [11-9]    |

#### Поражения (20)
| №   | Дата             | Турнир                       | Покрытие   | Партнёр         | Соперники в финале                | Счёт              |
| 1.  | 6 октября 2013   | Токио, Япония                | Хард       | Джейми Маррей   | Рохан Бопанна Эдуар Роже-Васслен  | 6-7(5) 4-6        |
| 2.  | 15 июня 2014     | Лондон, Великобритания       | Трава      | Джейми Маррей   | Александр Пейя Бруно Соарес       | 6-4 6-7(4) [4-10] |
| 3.  | 23 августа 2014  | Уинстон-Сейлем, США          | Хард       | Джейми Маррей   | Хуан Себастьян Кабаль Роберт Фара | 3-6 4-6           |
| 4.  | 28 сентября 2014 | Куала-Лумпур, Малайзия       | Хард (зал) | Джейми Маррей   | Марцин Матковский Леандер Паес    | 6-3 6-7(5) [5-10] |
| 5.  | 15 февраля 2015  | Роттердам, Нидерланды        | Хард (зал) | Джейми Маррей   | Жан-Жюльен Ройер Хория Текэу      | 6-3 3-6 [8-10]    |
| 6.  | 26 апреля 2015   | Барселона, Испания           | Грунт      | Джейми Маррей   | Марин Драганя Хенри Континен      | 3-6 7-6(6) [9-11] |
| 7.  | 11 июля 2015     | Уимблдон                     | Трава      | Джейми Маррей   | Жан-Жюльен Ройер Хория Текэу      | 6-7(5) 4-6 4-6    |
| 8.  | 12 сентября 2015 | Открытый чемпионат США       | Хард       | Джейми Маррей   | Пьер-Юг Эрбер Николя Маю          | 4-6 4-6           |
| 9.  | 25 октября 2015  | Вена, Австрия                | Хард (зал) | Джейми Маррей   | Лукаш Кубот Марсело Мело          | 6-4 6-7(3) [6-10] |
| 10. | 1 ноября 2015    | Базель, Швейцария            | Хард (зал) | Джейми Маррей   | Александр Пейя Бруно Соарес       | 5-7 5-7           |
| 11. | 16 октября 2016  | Шанхай, Китай                | Хард       | Хенри Континен  | Джон Изнер Джек Сок               | 4-6 4-6           |
| 12. | 27 января 2019   | Открытый чемпионат Австралии | Хард       | Хенри Континен  | Николя Маю Пьер-Юг Эрбер          | 4-6 6-7(1)        |
| 13. | 20 июня 2021     | Лондон, Великобритания       | Трава      | Райли Опелка    | Николя Маю Пьер Юг Эрбер          | 4-6 5-7           |
| 14. | 3 октября 2021   | Сан-Диего, США               | Хард       | Филип Полашек   | Нил Скупски Джо Солсбери          | 6-7(2) 6-3 [5-10] |
| 15. | 31 июля 2022     | Атланта, США                 | Хард       | Джейсон Каблер  | Ник Кирьос Танаси Коккинакис      | 6-7(4) 5-7        |
| 16. | 14 августа 2022  | Монреаль, Канада             | Хард       | Дэниел Эванс    | Уэсли Колхоф Нил Скупски          | 2-6 6-4 [6-10]    |
| 17. | 23 октября 2022  | Неаполь, Италия              | Хард       | Мэттью Эбден    | Иван Додиг Остин Крайчек          | 3-6 6-1 [8-10]    |
| 18. | 3 октября 2023   | Астана, Казахстан            | Хард (зал) | Мате Павич      | Натаниэль Ламмонс Джексон Уитроу  | 6-7(4) 6-7(7)     |
| 19. | 6 апреля 2024    | Хьюстон, США                 | Грунт      | Уильям Блумберг | Макс Пёрселл Джордан Томпсон      | 5-7 1-6           |
| 20. | 28 июня 2024     | Истборн, Великобритания      | Трава      | Мэттью Эбден    | Майкл Винус Нил Скупски           | 6-4 6-7(2) [9-11] |

### Финалы челленджеров и фьючерсов в одиночном разряде (24)

#### Победы (16)
| №   | Дата            | Турнир                       | Покрытие   | Партнёр          | Соперники в финале                    | Счёт               |
| 1.  | 18 июня 2011    | Маракайбо, Венесуэла         | Хард       | Роберто Майтин   | Питер Артс Крис Летчер                | 6-2 6-1            |
| 2.  | 14 августа 2011 | Эдвардсвиль, США             | Хард       | Николас Майстер  | Девин Бриттон Брэдли Кокс             | 6-2 6-4            |
| 3.  | 30 октября 2011 | Порт-Пири, Австралия         | Хард       | Роберт Маккензи  | Джи-Ди Джонс Жозе Статем              | 6-7(3) 6-4 [10-8]  |
| 4.  | 6 ноября 2011   | Хэппи-Воли, Австралия        | Хард       | Роберт Маккензи  | Джек Шипански Ли Ту                   | 6-4 6-2            |
| 5.  | 4 февраля 2012  | Берни, Австралия             | Хард       | Джон-Патрик Смит | Дивидж Шаран Вишну Вардхан            | 6-2 6-4            |
| 6.  | 12 февраля 2012 | Калаундра, Австралия         | Хард       | Джон-Патрик Смит | Джон-Пол Фруттеро Равен Класен        | 7-6(5) 6-4         |
| 7.  | 25 марта 2012   | Коста-Меса, США              | Хард       | Николас Майстер  | Карстен Болл Андре Бегеман            | 6-3 6-7(1) [17-15] |
| 8.  | 15 апреля 2012  | Леон-де-лос-Альдама, Мексика | Хард       | Джон-Патрик Смит | Сесар Рамирес Бруно Родригес          | 6-3 6-3            |
| 9.  | 29 июля 2012    | Лексингтон, США              | Хард       | Остин Крайчек    | Теннис Сандгрен Райн Уильямс          | 6-1 7-6(4)         |
| 10. | 12 августа 2012 | Аптос, США                   | Хард       | Рик де Вуст      | Крис Гуччоне Франк Мозер              | 6-7(5) 6-1 [10-4]  |
| 11. | 7 октября 2012  | Белен, Бразилия              | Хард       | Джон-Патрик Смит | Николас Монро Симон Штадлер           | 6-3 6-2            |
| 12. | 4 ноября 2012   | Шарлотсвилл, США             | Хард (зал) | Джон-Патрик Смит | Джармере Дженкинс Джек Сок            | 7-5 6-1            |
| 13. | 9 июня 2013     | Ноттингем, Великобритания    | Трава      | Джейми Маррей    | Кен Скупски Нил Скупски               | 6-2 6-7(3) [10-6]  |
| 14. | 7 мая 2023      | Экс-ан-Прованс, Франция      | Грунт      | Джейсон Кублер   | Нуну Боржес Франсишку Кабрал          | 6-7(5) 6-4 [10-7]  |
| 15. | 16 июня 2024    | Ноттингем, Великобритания    | Трава      | Маркус Уиллис    | Арольд Майо Люк Сэвилл                | 6-1 6-7(1) [10-7]  |
| 16. | 18 августа 2024 | Кэри, США                    | Хард       | Джон-Патрик Смит | Федерико Агустин Гомес Петрос Циципас | Без игры           |

#### Поражения (8)
| №  | Дата             | Турнир               | Покрытие | Партнёр                  | Соперники в финале            | Счёт                 |
| 1. | 25 июня 2011     | Коро, Венесуэла      | Хард     | Роберто Майтин           | Пьеро Луиси Роман Рекарте     | 4-6 3-6              |
| 2. | 2 июля 2011      | Каракас, Венесуэла   | Хард     | Роберто Кирос            | Пьеро Луиси Роберто Майтин    | 4-6 4-6              |
| 3. | 20 ноября 2011   | Траралгон, Австралия | Хард     | Дэн Проподжа             | Люк Сэвилл Эндрю Виттингтон   | 6-4 4-6 [5-10]       |
| 4. | 9 июня 2012      | Простеёв, Чехия      | Грунт    | Колин Эбелтайт           | Се Чжэнпэн Ли Синьхань        | 5-7 5-7              |
| 5. | 7 июля 2012      | Уиннетка, США        | Хард     | Джон-Патрик Смит         | Дэвин Бриттон Джефф Дадамо    | 6-1 2-6 [6-10]       |
| 6. | 5 августа 2012   | Ванкувер, Канада     | Хард     | Джон-Патрик Смит         | Максим Отом Рубен Бемельманс  | 4-6 2-6              |
| 7. | 16 сентября 2012 | Стамбул, Турция      | Хард     | Адриан Менендес Масейрас | Кароль Бек Лукаш Длоуги       | 6-3 2-6 [6-10]       |
| 8. | 21 мая 2023      | Турин, Италия        | Грунт    | Натаниэль Ламмонс        | Андрей Голубев Денис Молчанов | 6-7(4) 7-6(6) [5-10] |

### Финалы турниров Большого шлема в смешанном парном разряде (2)

#### Победы (2)
| №  | Год  | Турнир                       | Покрытие | Партнёр        | Соперники в финале                  | Счёт           |
| 1. | 2022 | Открытый чемпионат США       | Хард     | Сторм Сандерс  | Кирстен Флипкенс Эдуар Роже-Васслен | 4-6 6-4 [10-7] |
| 2. | 2025 | Открытый чемпионат Австралии | Хард     | Оливия Гадецки | Кимберли Биррелл Джон-Патрик Смит   | 3-6 6-4 [10-6] |

## История выступлений на турнирах
По состоянию на 31 марта 2025 года
Для того, чтобы предотвратить неразбериху и удваивание счета, информация в этой таблице корректируется только по окончании турнира или по окончании участия там данного игрока.
| Турнир                       | 2012  | 2013          | 2014          | 2015          | 2016  | 2017          | 2018          | 2019          | 2020          | 2021  | 2022  | 2023  | 2024  | 2025  | Итог   | В/П за карьеру |
| ---------------------------- | ----- | ------------- | ------------- | ------------- | ----- | ------------- | ------------- | ------------- | ------------- | ----- | ----- | ----- | ----- | ----- | ------ | -------------- |
| Турниры Большого шлема       |       |               |               |               |       |               |               |               |               |       |       |       |       |       |        |                |
| Открытый чемпионат Австралии | -     | 2Р            | 2Р            | 3Р            | 2Р    | П             | 2Р            | Ф             | 3Р            | 3Р    | 1/4   | 1/4   | 2Р    | 2Р    | 1 / 13 | 29-12          |
| Открытый чемпионат Франции   | -     | 2Р            | 3Р            | 3Р            | 2Р    | 1Р            | 1/4           | 3Р            | 2Р            | 2Р    | 1Р    | 3Р    | 2Р    |       | 0 / 12 | 16-12          |
| Уимблдонский турнир          | 1Р    | 1Р            | 3Р            | Ф             | 1/4   | 1/2           | 1Р            | 1/4           | НП            | 1Р    | 1/4   | 3Р    | 2Р    |       | 0 / 12 | 23-12          |
| Открытый чемпионат США       | -     | 1/4           | 1Р            | Ф             | 2Р    | 1/2           | 2Р            | 2Р            | 2Р            | 1/2   | 1Р    | 1Р    | 1Р    |       | 0 / 12 | 20-12          |
| Итог                         | 0 / 1 | 0 / 4         | 0 / 4         | 0 / 4         | 0 / 4 | 1 / 4         | 0 / 4         | 2 / 4         | 0 / 3         | 0 / 4 | 0 / 4 | 0 / 4 | 0 / 4 | 0 / 1 | 1 / 49 |                |
| В/П в сезоне                 | 0-1   | 5-4           | 5-4           | 14-4          | 6-4   | 14-3          | 5-4           | 11-4          | 4-3           | 7-4   | 6-4   | 7-4   | 3-4   | 1-1   |        | 88-48          |
| Итоговые турниры             |       |               |               |               |       |               |               |               |               |       |       |       |       |       |        |                |
| Итоговый турнир ATP          | -     | -             | -             | Группа        | П     | П             | Группа        | -             | Группа        | -     | -     | -     | -     |       | 2 / 5  | 10-7           |
| Олимпийские игры             |       |               |               |               |       |               |               |               |               |       |       |       |       |       |        |                |
| Летняя олимпиада             | -     | Не проводился | Не проводился | Не проводился | 1Р    | Не проводился | Не проводился | Не проводился | Не проводился | 1Р    | НП    | НП    | I     | НП    | 1 / 3  | 5-2            |

К — проиграл в квалификационном турнире.
| Турнир                       | 2013          | 2014          | 2015          | 2016  | 2017          | 2018          | 2019          | 2021  | 2022  | 2023  | 2024  | 2025  | Итог   | В/П за карьеру |
| ---------------------------- | ------------- | ------------- | ------------- | ----- | ------------- | ------------- | ------------- | ----- | ----- | ----- | ----- | ----- | ------ | -------------- |
| Турниры Большого шлема       |               |               |               |       |               |               |               |       |       |       |       |       |        |                |
| Открытый чемпионат Австралии | -             | 2Р            | 1/4           | 2Р    | 1Р            | 2Р            | 1Р            | 1Р    | 1/2   | 1Р    | 1Р    | П     | 1 / 11 | 13-10          |
| Открытый чемпионат Франции   | -             | 1Р            | 1/4           | 1Р    | 1Р            | 2Р            | 1/4           | 1Р    | 1/2   | 2Р    | 2Р    |       | 0 / 10 | 10-10          |
| Уимблдонский турнир          | 1/4           | 3Р            | 2Р            | 1Р    | 3Р            | 2Р            | 3Р            | 1/2   | 1/4   | 1Р    | -     |       | 0 / 10 | 12-10          |
| Открытый чемпионат США       | 2Р            | 1/4           | 2Р            | -     | -             | 1/2           | 1Р            | 1Р    | П     | 1Р    | 2Р    |       | 1 / 9  | 13-8           |
| Итог                         | 0 / 2         | 0 / 4         | 0 / 4         | 0 / 3 | 0 / 3         | 0 / 4         | 0 / 4         | 0 / 4 | 1 / 4 | 0 / 4 | 0 / 3 | 0 / 1 | 1 / 40 |                |
| В/П в сезоне                 | 4-2           | 3-4           | 5-4           | 1-3   | 2-3           | 6-4           | 3-4           | 3-4   | 13-3  | 1-4   | 2-3   | 5-0   |        | 48-38          |
| Олимпийские игры             |               |               |               |       |               |               |               |       |       |       |       |       |        |                |
| Летняя олимпиада             | Не проводился | Не проводился | Не проводился | 1Р    | Не проводился | Не проводился | Не проводился | III   | НП    | НП    | -     | НП    | 0 / 1  | 2-2            |